# Hyposidra lactiflua
Hyposidra lactiflua là một loài bướm đêm trong họ Geometridae.